# إيلينا (اسم)
إيلينا (بالإنجليزية: Elena)‏ وهو اسم غربي شخصي مؤنث من أصل يوناني حيث يعود أصلهُ إلى هيلين إحدى الشخصيات الإسطورية عند الإغريق القدماء، ومعنى هذا الاسم بريق الشمس أو الرائعة الجمال، تعتبر من أكثر أسماء الإناث شيوعاً في الغرب وله عدة أشكال وصيغ، فباللغة الألمانية يلفظ ألينا وباللغة السلوفينية يلفظ ألينكا وباللغة الروسية واللغة الصربية يلفظ يلينا وباللغة الجورجية إيلين وبلغة إنجليزية يلفظ هيلين وباللغة البرتغالية يلفظ بهيلينا أو إيليانا وباللغة الإسبانية واللغة الرومانية يلفظ إليانا.

## الشخصيات
- إيلينا باباريزو مغنية يونانية سويدية.
- إيلينا يانكوفيتش لاعبة كرة مضرب صربية.
- إيلينا يونيسكو مغنية رومانية.
- إيلينا تشاوشيسكو سياسية رومانية وزوجة الدكتاتور الروماني نيكولاي تشاوتشيسكو.
- إيلينا ديمنتييفا لاعبة كرة مضرب روسية.
- إيلينا غولدنغ مغنية بريطانية.
- إيلينا غيورغي مغنية رومانية.
- إيلينا ليخوفتسيفا لاعبة كرة مضرب روسية كازاخستانية.
- إيلينا بونياتوسكا صحفية فرنسية مكسيكية.
- إيلينا دل مونتينيغرو قرينة ملك إيطاليا فيكتور عمانويل الثالث وأميرة من الجبل الأسود.
- إيلينا فيسنينا لاعبة كرة مضرب روسية أوكرانية.
- إيلينا جورجيسكو مجذفة رومانية.
- إيلينا نوفيكوفا بيلوفا مبارزة شيش روسية سوفيتية.
- إيلينا خروستاليفا متسابقة بياثلون بيلاروسية روسية كازاخستانية.
- إيلينا سانتاريلي عارضة أزياء إيطالية.
- إيلينا رانغالدیر لاعبة قفز ثلاثي إيطالية.
- إيلينا ميانو شخصية في المحقق كونان.